# Новый Мусабай
 Новый Мусабай  — деревня в Тукаевском районе Татарстана. Входит в состав Нижнесуыксинского сельского поселения.

## География
Находится в северо-восточной части Татарстана на расстоянии приблизительно 13 км на юг-юго-запад от юго-западной окраины районного центра города Набережные Челны.

## История
Основана в начале XX века.

## Население
Постоянных жителей было: в 1920—237, в 1926—134, в 1938—315, в 1949—434, в 1958—258, в 1970—240, в 1979—180, в 1989—110, 101 в 2002 году (татары 99 %), 161 в 2010.